# Голоса (альбом)
Голоса — второй (из распространявшихся) студийный альбом свердловской рок-группы Апрельский марш, выпущенный в 1988 как магнитоальбом (в 1995 переиздан лейблом Moroz Records на магнитофонной компакт-кассете). В 1991 Всесоюзной фирмой грамзаписи «Мелодия» на виниловом LP-диске был издан сборник композиций из этого альбома и предыдущего, Музыка для детей и инвалидов (номер по каталогу С60 30841 009).

## Об альбоме
…К середине 1988 года состав группы, совершившей к тому времени ряд удачных гастролей, вновь изменился: Юрия Ринка, позже сотрудничавшего с биг-бэндом Владимира Чекасина, сменил Сергей Чернышёв, а за барабанами вместо Игоря Злобина, ушедшего в «Чайф», после ряда замен (экс-«урфинджюсовец» Александр Плясунов, Игорь Акаев) утвердился Андрей Литвиненко. На III Свердловском рок-фестивале (1988) состоялась премьера их новой программы, запечатлённой в третьем альбоме Голоса…— А. Бурлака. Из аннотации на виниловом LP-сборнике, 1991
Настя Полева спела в одном из вариантов песни «Голоса» (в 1994 эта песня была записана группой «Настя» и выпущена в альбоме кавер-версий «Танец на цыпочках»).

Михаил Борисыч Кузьмичёв — отдельная глава в истории «8-го километра» (Свердловская областная психиатрическая больница располагается на 8-м километре Сибирского тракта, считая от центра Екатеринбурга, — отсюда и слэнговое наименование «8-й километр»; см. также песню группы «Чайф» «Сибирский блюз» [например, как бонус-трек к альбому «Дерьмонтин»]: «Сибирский тракт, восьмой километр, вот он — этот дом… Всё, я приехал…»). Гришенков и Елисеев, как завсегдатаи психлечебницы, видели его воочию! До меня дошли лишь два оригинала его рукописей. На текст одного из них и получилась наша песня «Япония».

… Да уж, там на виниле в песне «Мёртвый жених» вообще концовку отрезали. У нас была в песне драматическая смысловая пауза — а «мелодиисты» посчитали, что начинается другая песня. :))) Полторы минуты сюжетной концовки, кульминация, драйв — всё, б***, улетело в корзину! Деятели…. Это, по-меньшей мере, непрофессионализм.— Сергей Чернышёв. Из интервью, 2013

## Список композиций
Все тексты — Евгений Кормильцев, кроме «Япония» (М. Б. Кузьмичёв; профессиональный пациент психбольницы).

Все аранжировки — Апрельский марш, кроме «Великий вождь тов. Ким Ир Сен» — Игорь Гришенков.
| №   | Название                        | Музыка                    | Длительность |
| --- | ------------------------------- | ------------------------- | ------------ |
| 1.  | «Япония»                        | С.Чернышёв                | 3:27         |
| 2.  | «На блатном языке»              | И.Гришенков               | 5:49         |
| 3.  | «Туберкулёз»                    | И.Гришенков               | 4:09         |
| 4.  | «Женщины»                       | И.Гришенков               | 3:26         |
| 5.  | «Мёртвый жених»                 | И.Гришенков, Е.Кормильцев | 4:17         |
| 6.  | «Наркоз»                        | И.Гришенков               | 3:05         |
| 7.  | «Меня с экрана»                 | И.Гришенков               | 3:28         |
| 8.  | «Великий вождь тов. Ким Ир Сен» | И.Гришенков               | 2:32         |
| 9.  | «Голоса»                        | Е.Кормильцев              | 3:51         |
| 10. | «Совсем уплыл»                  | И.Гришенков               | 3:59         |
| 11. | «Голоса»                        | Е.Кормильцев              | 3:53         |

## Участники записи
- Игорь Гришенков — вокал, клавишные
- Михаил Симаков — вокал, саксофон, мандолина (9, 11)
- Сергей Чернышёв — гитара, вокал (1)
- Сергей Елисеев — бас-гитара
- Игорь Акаев — ударные
- Андрей Литвиненко — ударные
- Настя Полева — вокал (11)

Технический персонал
- Звукорежиссёр: Валерий Бабойлов
- Директор группы: Виктор Холян
- Рисунок: Игорь Гришенков

Записано летом 1988 года в тон-ателье Свердловской телестудии.

## Голоса (сборник, LP, фирма «Мелодия», 1991)
В 1991 году на ленинградском филиале фирмы грамзаписи «Мелодия» был выпущен сборник-компиляция, получивший название второго альбома. На его выпуске настаивали сами участники группы — по их словам, оригинальные «Голоса» для полного издания на виниле не годились, а предыдущий альбом — «Музыка для детей и инвалидов» — было уже поздно выпускать. Отбором материала для выпуска занимался Андрей Тропилло.
Выпуск пластинки отличался крайне отвратительным качеством работы — обложка печаталась на тонкой бумаге, предназначенной для изготовления внутренних конвертов пластинки. Сборник был выпущен крайне мизерным тиражом наравне с альбомом «Отражения» «Песни юных женщин» и в продажу на территории Свердловска и области не поступил.
Песни «Голоса» и «Мёртвый жених» (в усечённом варианте) также попали на сборник «Сигнальная серия пластинок» (выпуск № 4)

### Список композиций
Вся музыка — Игорь Гришенков, кроме указанного особо.

Все тексты — Евгений Кормильцев.
| №                   | Название                                   | Музыка                      | Длительность |
| ------------------- | ------------------------------------------ | --------------------------- | ------------ |
| 1.                  | «Великий вождь товарищ Ким Ир Сен»         |                             | 2:34         |
| 2.                  | «Когда его никто не видит (версия вторая)» | И. Гришенков, Е. Кормильцев | 3:57         |
| 3.                  | «Дантист»                                  |                             | 3:50         |
| 4.                  | «Милиция»                                  | традиционная                | 4:35         |
| 5.                  | «Анимация (версия вторая)»                 |                             | 2:27         |
| Общая длительность: | Общая длительность:                        | Общая длительность:         | 17:50        |

| №                   | Название            | Музыка                      | Длительность |
| ------------------- | ------------------- | --------------------------- | ------------ |
| 6.                  | «На блатном языке»  |                             | 5:55         |
| 7.                  | «Женщины»           |                             | 3:30         |
| 8.                  | «Мертвый жених»     | И. Гришенков, Е. Кормильцев | 3:15         |
| 9.                  | «Голоса»            | Е. Кормильцев               | 3:55         |
| Общая длительность: | Общая длительность: | Общая длительность:         | 16:53        |

### Участники записи
(данные взяты со скана обложки винилового диска)
- Игорь Гришенков — вокал (2, 4, 7, 9), клавишные
- Михаил Симаков — вокал (3, 6, 8), саксофон (6, 7, 8), продольная флейта (5)
- Юрий Ринк — гитара (2, 3, 4)
- Сергей Чернышёв — гитара (6 — 9)
- Сергей Елисеев — бас-гитара
- Игорь Злобин — ударные (2 — 4)
- Игорь Акаев — ударные (5, 9)
- Андрей Литвиненко — ударные (6 — 8)
- Наталья Романова — вокал (2, 4)

Технический персонал 
- Звукорежиссёр: Валерий Бабойлов
- Редактор и аннотация: Андрей Бурлака
- Оформление, фото: Ильдар Зиганшин, Игорь Гришенков

.
- Производитель диска: Ленинградский завод грампластинок
- Номер по каталогу: С60 30841 009
- ВТПО «Фирма Мелодия», 1990
- Записи 1987-88 гг.